# Saint-Senoch
Saint-Senoch ist eine Gemeinde im französischen Département Indre-et-Loire in der Region Centre-Val de Loire. Sie gehört zum Kanton Loches im Arrondissement Loches. Sie grenzt im Nordwesten an Varennes, im Norden an Loches, im Nordosten an Perrusson, im Südosten an Verneuil-sur-Indre, im Süden an Betz-le-Château und im Südwesten an Esves-le-Moutier. Während der Französischen Revolution hieß die Ortschaft Senoch-et-Barbeneuve.

## Bevölkerungsentwicklung

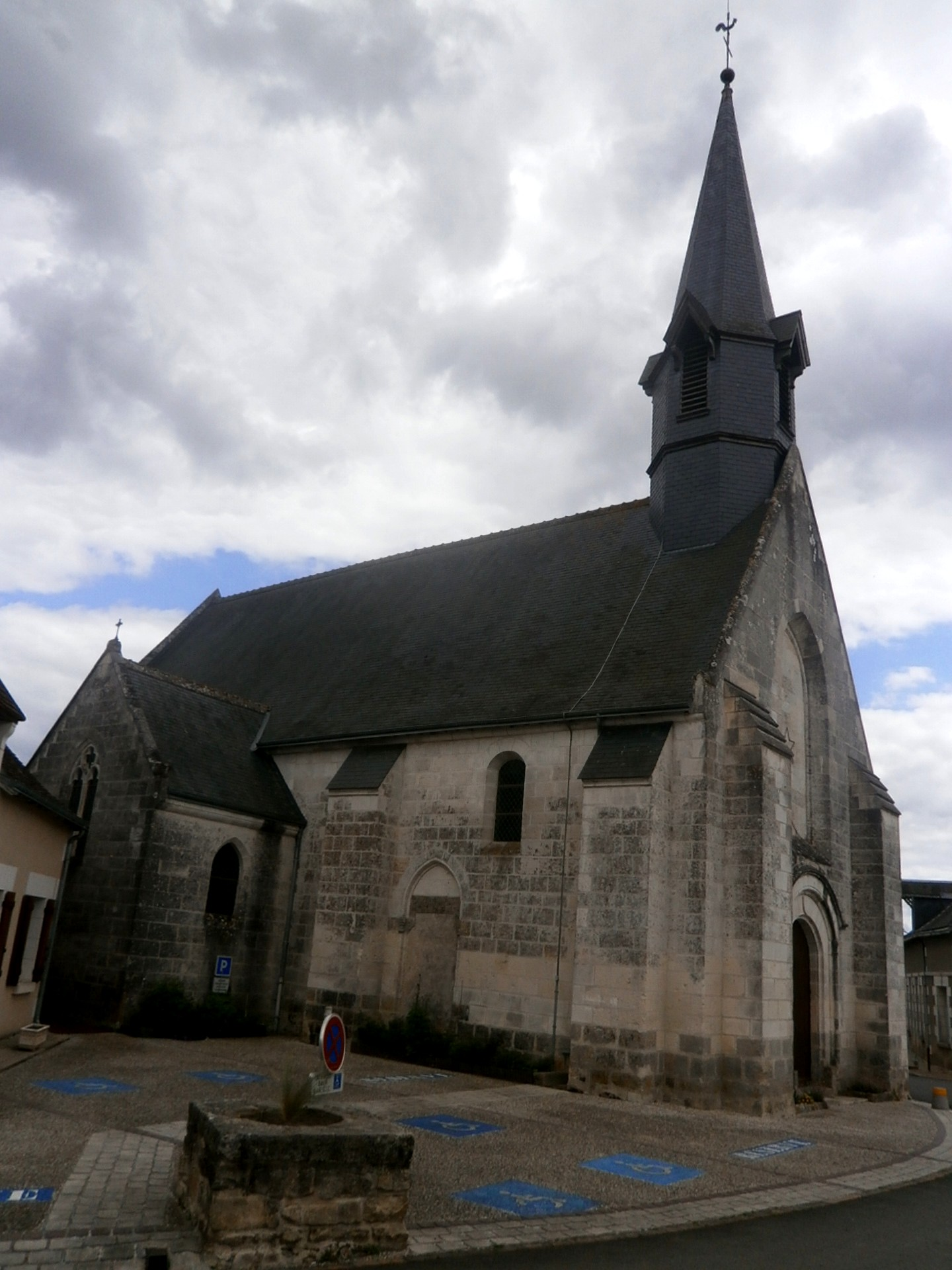
Kirche Saint-Senoch

| Jahr      | 1962 | 1968 | 1975 | 1982 | 1990 | 1999 | 2008 | 2017 |
| --------- | ---- | ---- | ---- | ---- | ---- | ---- | ---- | ---- |
| Einwohner | 565  | 494  | 401  | 382  | 419  | 420  | 464  | 570  |